# 9. oklepna divizija (ZDA)
9. oklepna divizija (izvirno angleško 9th Armored Division) je bila oklepna divizija Kopenske vojske ZDA.